# The Spotlight Kid
The Spotlight Kid är det sjätte studioalbumet av Captain Beefheart och The Magic Band som lanserades 1972 på Reprise Records. Skivan är tydligt bluesinspirerad och betydligt lugnare än Captain Beefhearts tidigare skivor. Många av låtarna innehåller marimbaspel. På albumomslagets baksida fanns några av Captain Beefhearts målningar. Kommersiellt sett blev skivan ingen större framgång i USA (#131 på Billboard 200), men gick bättre i Storbritannien (UK Albums Chart #44).

## Låtlista
Sida 1
1. "I'm Gonna Booglarize You Baby" – 4:33
2. "White Jam" – 2:55
3. "Blabber 'n Smoke" – 2:46
4. "When It Blows Its Stacks" – 3:40
5. "Alice in Blunderland" – 3:54

Sida 2
1. "The Spotlight Kid" – 3:21
2. "Click Clack" – 3:30
3. "Grow Fins" – 3:30
4. "There Ain't No Santa Claus on the Evenin' Stage" – 3:11
5. "Glider" – 4:34

(Alla låtar skrivna av Captain Beefheart)

## Medverkande
- Captain Beefheart (Don Van Vliet) – sång, munspel, percussion

The Magic Band
- Drumbo (John French) – trummor, percussion
- Zoot Horn Rollo (Bill Harkleroad) – gitarr, slidegitarr
- Rockette Morton (Mark Boston) – basgitarr, gitarr
- Ed Marimba/Ted Cactus (Arthur Dyer Tripp III) – trummor, percussion, marimba, piano, cembalo

Bidragande musiker
- Winged Eel Fingerling (Elliot Ingber) – gitarr på "Alice in Blunderland"
- Rhys Clark – trummor på "Glider"